# John Drew Barrymore
John Drew Barrymore (n. 4 iunie 1932, Los Angeles, California, SUA – d. 29 noiembrie 2004, Los Angeles, California, SUA) a fost un actor american de teatru, film și de televiziune.

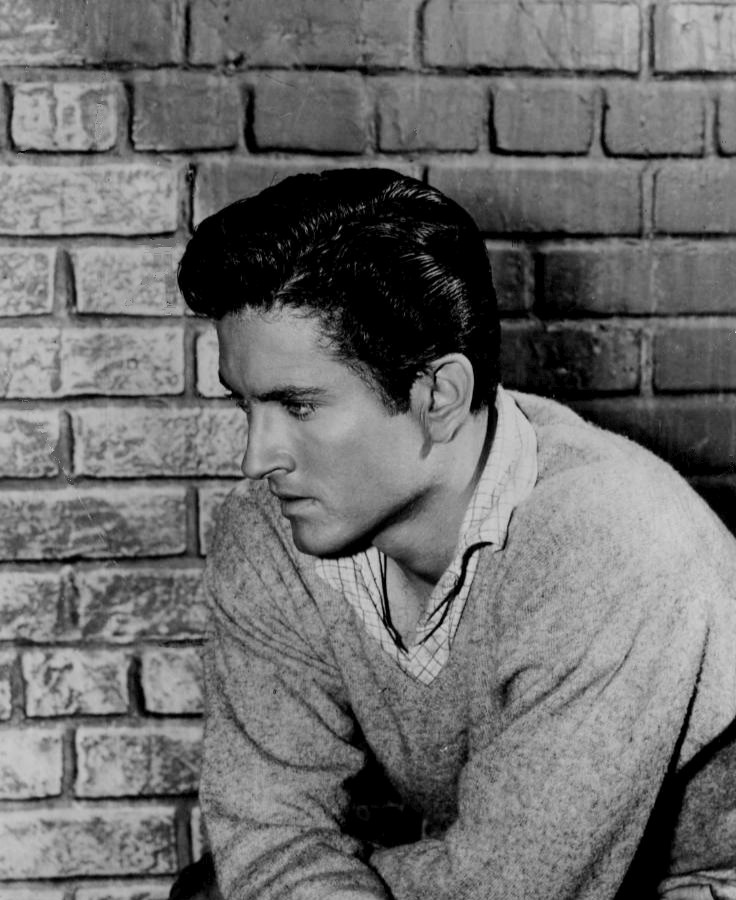
John Drew Barrymore în 1953

## Filmografie
- The Sundowners (1950) – Jeff Cloud – The Younger Brother
- High Lonesome (1950) – Cooncat
- Quebec (1951) – Mark Douglas
- The Big Night (1951) – George La Main
- Thunderbirds (1952) – Pvt. Tom McCreery
- While the City Sleeps (1956) – Robert Manners
- The Shadow on the Window (1957) – Jess Reber
- High School Confidential (1958) – J. I. Coleridge
- Never Love a Stranger (1958) – Francis 'Frankie' Kane
- Desilu Playhouse (1958, episodul: "Silent Thunder")
- Wagon Train (1958, episodul: "The Ruttledge Munroe Story") – Ruttledge Munroe
- Rawhide (1959–1965, serial TV) – Danny Hawks / Harry Eccles / Harry Tasunka
- Night of the Quarter Moon (1959) – Roderic 'Chuck' Nelson
- The Cossacks (1960) – Jamal
- The Night They Killed Rasputin (1960) – Prince Felix Yousoupoff
- Ti aspetterò all'inferno (1960) – Walter
- The Pharaohs' Woman (1960) – Sabaku prince of Bubastis
- The Centurion (1961) – Diaeus
- The Trojan Horse (1961) – Ulise
- Pilat din Pont (Pontius Pilate, 1962) – Iuda / Iisus
- Invasion 1700 (1962) – Bohun
- Weapons of War (1963) – Lotario Duchesca
- The Christine Keeler Story (1963) – Dr. Stephen Ward
- Natika (1963)
- Roma Contro Roma (Rome Against Rome; AKA War of the Zombies) (1964) – Aderbad
- Death on the Four Poster (1964) – Anthony
- Crimine a due (1964) – Paul Morand
- The Wild Wild West (1965, episodul: "The Night of the Double-Edged Knife") – American Knife
- Gunsmoke (1965, serial TV) – Mace Gore / Anderson
- Winchester '73 (1967, film TV) – Preacher
- The Clones (1973) – Brooks Brothers Hippie
- Kung Fu (1974, episodul: "A Dream Within a Dream") – Alex McGregor
- Baby Blue Marine (1976) – (nemenționat) (ultimul rol de film)